# Helicicultura

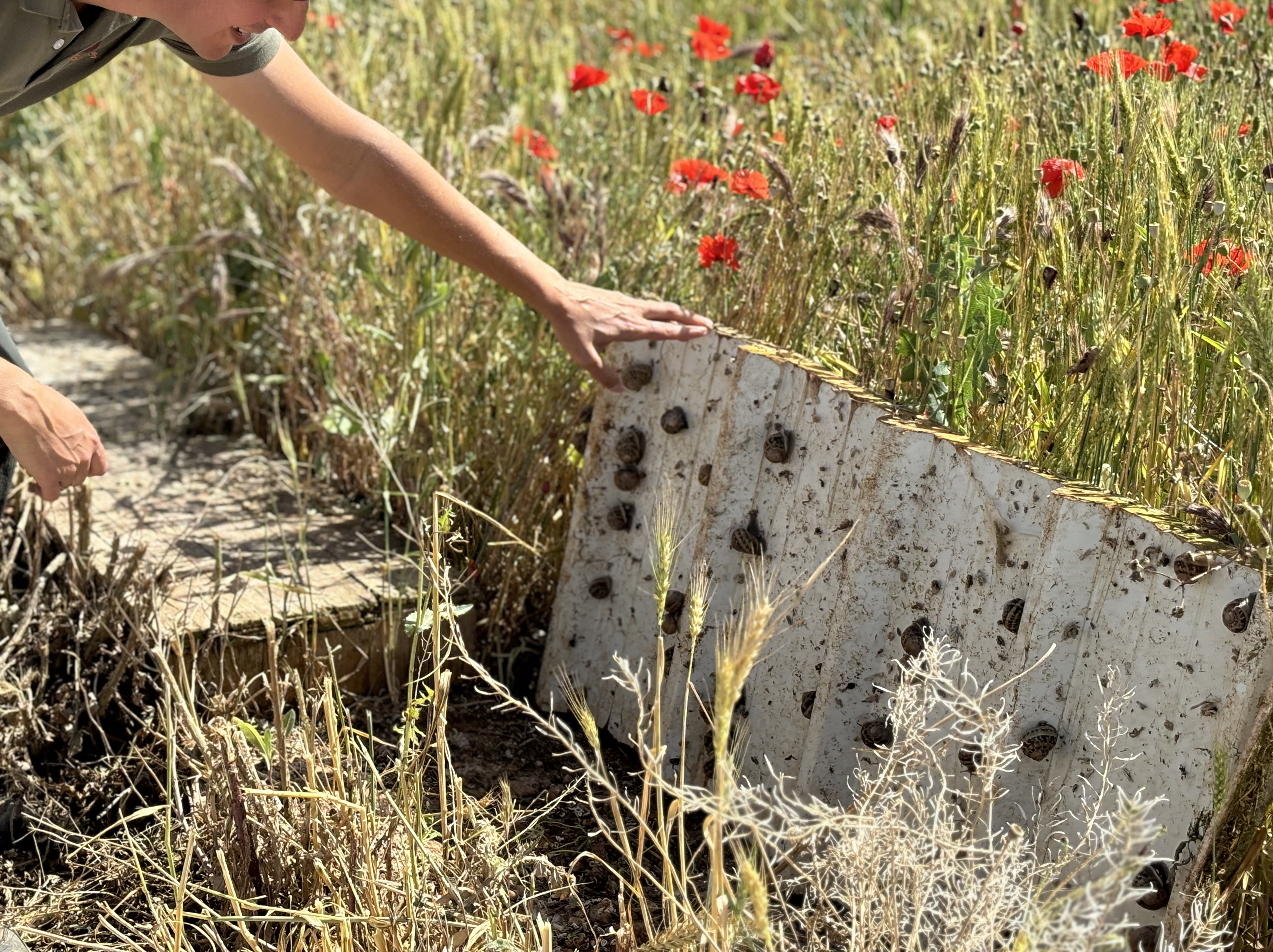
Caracoles en una granja de caracoles

La helicicultura (de los vocablos latinos “helix” (tipo de caracol) y “cultivare”) es la cría de caracoles terrestres comestibles con fines comerciales. La especie que más comúnmente se cría en las granjas de caracoles o granjas helicícolas es Helix aspersa.
La captura masiva en algunas zonas geográficas de estos caracoles ha puesto incluso en peligro de extinción alguna de sus especies, como es el caso del iberus alonensis, comúnmente llamado "vaqueta", variedad muy apreciada en Aragón, sur de Cataluña y provincia de Castellón, donde pueden llegar a valorarse a un euro el caracol.
Los caracoles estuvieron presentes a lo largo de la historia de la humanidad, no solo como parte de su alimentación, sino también como elementos importantes dentro de las religiones, las artes, la medicina y las tradiciones de diferentes culturas de diferentes épocas.
A principios del siglo XX, debido a que la demanda de caracoles y su valor económico era cada vez mayor, algunos pioneros realizaron los primeros intentos de cría verdadera, es decir, controlando todas las fases del ciclo del caracol, incluyendo la producción de crías.

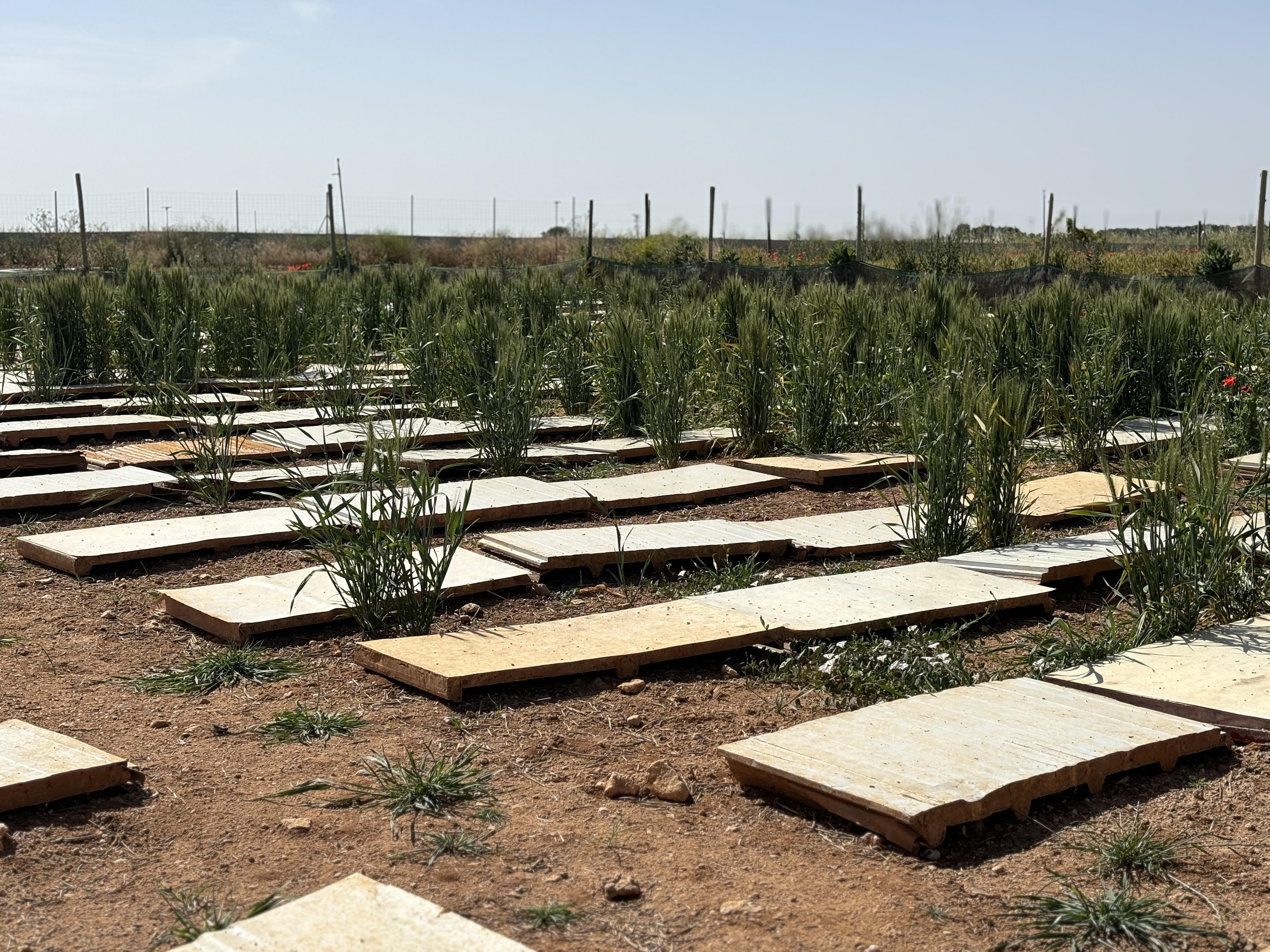
Instalaciones de una granja de caracoles

Actualmente[¿cuándo?] ya se puede hablar de la cría de caracoles terrestres o helicicultura como una actividad zootécnica reconocida internacionalmente pese a la variedad de sistemas de cría existentes.
Si bien existen varias especies de caracoles terrestres de la familia Helicidae que son comestibles y pueden criarse en cautividad, la mayoría de explotaciones comerciales, también llamadas helicicultivos, trabajan con la especie Helix aspersa, o caracol común de jardín. No obstante, esta especie también se comporta como una plaga agrícola que inflige graves daños a cultivos, tanto en Europa como en otras regiones del mundo, y cuando es liberada de forma intencional o accidental al medio natural, puede convertirse en una especie invasora. Por este motivo, en muchos países la helicicultura está restringida o condicionada a la obtención previa de permisos o licencias, con el fin de garantizar que no se afecte la actividad agrícola o el equilibrio ecológico de los ecosistemas.

## Tipos de ciclos

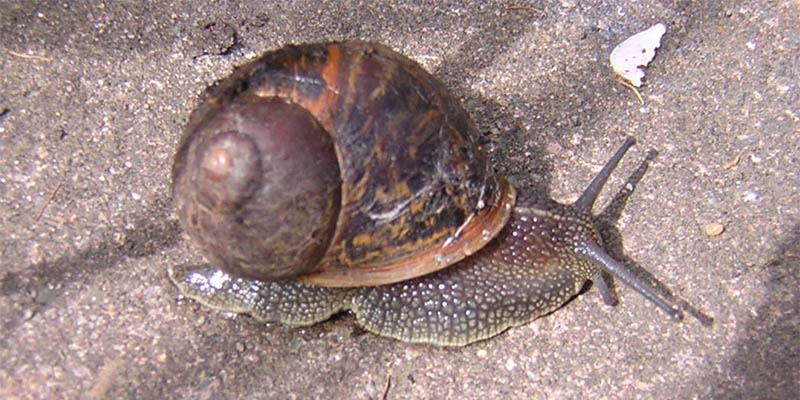
Caracol terrestre

Con independencia de las diversas variables que nos podemos encontrar en las explotaciones helicículas, podemos encontrar los siguientes tipos de cría:

### Ciclo completo
Se asemeja totalmente a las condiciones naturales en las que se desarrollan los caracoles, siendo pues una producción la obtenida de forma natural. La alimentación que se les suministran a los caracoles es balanceada y vegetal.
Este tipo de explotación se puede realizar bajo invernadero para controlar las inclemencias del tiempo, con lo que todo el ciclo biológico de los caracoles se desarrolla en un ambiente natural, iguales a las condiciones naturales. 

### Sistema Intensivo (cerrado)
El ambiente se encuentra plenamente controlado (luz, humedad, temperatura, etc.) a través de sistemas de calefacción, humidificadores, luz artificial, etc. durante todo el ciclo biológico del animal.
Se realiza en instalaciones cerradas. 

### Sistema extensivo (abierto)
Se asemeja a las condiciones naturales. La alimentación es vegetal. En este tipo de explotación se disponen parques con protección contra roedores y aves entre otros y se desarrolla a cielo abierto. 

### Sistema mixto
Se requiere un espacio abierto y otro cerrado. En el espacio abierto se engorda a los caracoles y en el cerrado se desarrollan los procesos de reproducción y las fases iniciales de crecimiento de los alevines. La alimentación es balanceada en la fase cerrada y vegetal y balanceada en la fase abierta.